# Chapelle du château de Fontenay
La chapelle du château de Fontenay est un édifice religieux de la commune de Chartres-de-Bretagne, dans le département d’Ille-et-Vilaine et la région Bretagne.

## Localisation
Elle se trouve au centre du département, au sud de Rennes et au nord-est du bourg de Chartres-de-Bretagne. Elle se situe actuellement dans la cour d'un corps de ferme.

## Historique
C'est une ancienne chapelle castrale qui remonte au début du XIIe siècle. Elle a été construite en plusieurs étapes et on trouve des éléments des XIVe et XVIe siècles.
Le château fort a accueilli des hôtes de marques dont Henri IV en 1598 ou Louis XIII en août 1626, ; il a disparu au XVIIIe siècle.
Elle est inscrite au titre de monument historique depuis le 11 avril 1975,,.